# Jules Deschepper
Jules Deschepper (Zwijndrecht, 6 september 1906 - Temse, 19 december 1988) was een Belgisch wielrenner. Deschepper bereikte tussen 1927 en 1935 zijn hoogtepunt met zijn deelname aan wedstrijden in België, Frankrijk en Zwitserland.

## Jeugd

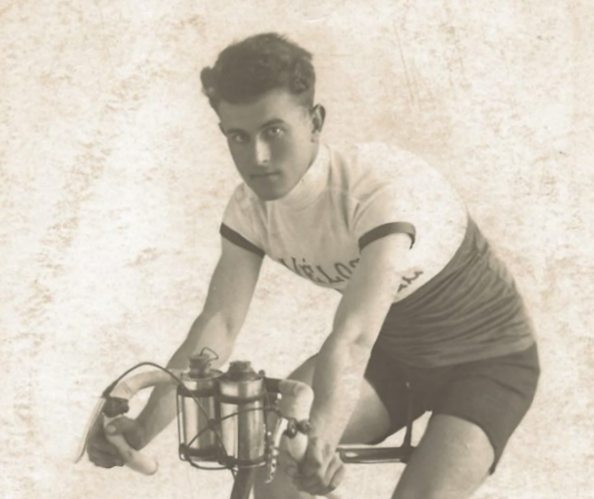
Jules Deschepper in 1931

Deschepper werd geboren op 6 september 1906 geboren in Zwijndrecht. Zijn vader Jules Deschepper (1864-1943) was in de jaren '80 van de 19-eeuw als arbeider naar Antwerpen getrokken vanuit het West-Vlaamse Stalhille. Vader Deschepper bezat bij Jules' geboorte een café aan de Verbrandendijk in Zwijndrecht en verhandelde ook melk. Jules' moeder was de Herentalse Pauline Govers (1870-1909), ook zij vestigde zich in de jaren 90 van de 19e eeuw in Antwerpen als dienstmeid. Deschepper was het voorlaatste kind van acht, toen zijn moeder in 1909 zou bevallen van een negende kind overleed ze in het kraambed waardoor zijn vader verantwoordelijk was voor de opvoeding.

## Carrière
In het begin van de jaren 1920 begon Deschepper met fietsen op de wielerpiste van Beveren-Waas, hier ontstond zijn passie voor het wielrennen. Tussen 1925 en 1927 reed Deschepper zijn eerste wedstrijden, voornamelijk lokale wedstrijden als provinciale kampioenschappen of dorpsprijzen. 

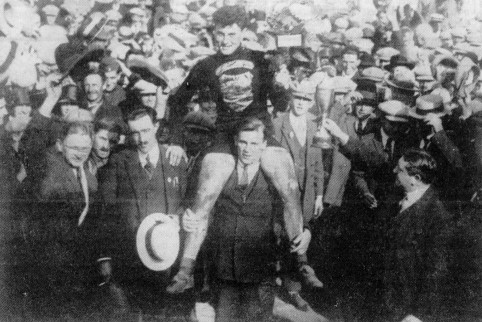
Overwinning van Jules Deschepper bij het kampioenschap van Oost-Vlaanderen te Zomergem in 1926

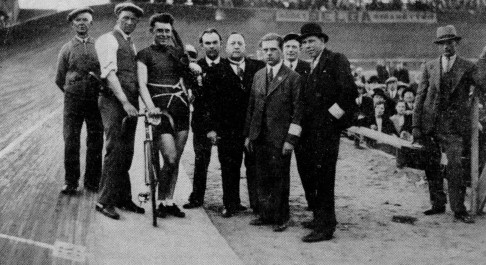
Jules Deschepper op de wielerpiste te Sint-Niklaas in 1934

Op 3 april 1927 nam Deschepper voor de eerste maal deel aan de Ronde van Vlaanderen, waarbij hij als zeventiende eindigde. Meteen hierna nam Deschepper ook deel aan internationale wedstrijden als Parijs-Roubaix en Parijs-Tours. Tussen 1927 en 1935 was Deschepper een gekend renner bij Belgische wedstrijden als de Ronde van Vlaanderen, Luik-Bastenaken-Luik, de Omloop der Vlaamse Gewesten en de Ronde van België. Naast Parijs-Roubaix nam hij ook enkele malen deel aan andere internationale wedstrijden. Op 31 mei 1931 won Deschepper de Omloop van België. 

## Latere leven
Tot in 1931 woonde Deschepper in Zwijndrecht, waarna hij naar het nabijgelegen Linkeroever verhuisde te Antwerpen. Daar werd hij na een jaar onteigend waarna hij zich vestigde bij de ouders van Maria Van Molle te Temse, waarmee hij in 1931 huwde. Samen kregen ze twee zonen waarvan de oudste geneeskundige werd maar overleed op 29-jarige leeftijd door een ongeval. Later opende Deschepper een café aan de Sint-Annatunnel op Linkeroever. 

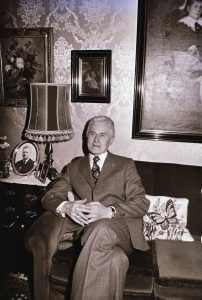
Jules Deschepper in 1977

Hij overleed te Temse op 19 december 1988 op 82-jarige leeftijd.
In 2015 werd de eerste prijs De Groote Prijs Jules Deschepper gehouden

## Palmares
1931
Omloop van België

### Resultaten in voornaamste wedstrijden
|      | \| Jaar \| Ronde van Vlaanderen \| Parijs-Roubaix \| Luik-Bast.‑Luik \| \| ---- \| -------------------- \| -------------- \| --------------- \| \| 1927 \| 17e \| 89e \| \| \| 1928 \| 9e \| 44e \| \| \| 1929 \| \| \| \| \| 1930 \| \| \| \| \| 1931 \| 14e \| \| Brons \| \| 1932 \| \| \| 26e \| \| 1933 \| \| \| 22e \| |                |                 |
| Jaar | Ronde van Vlaanderen | Parijs-Roubaix | Luik-Bast.‑Luik |
| 1927 | 17e | 89e            |                 |
| 1928 | 9e | 44e            |                 |
| 1929 | |                |                 |
| 1930 | |                |                 |
| 1931 | 14e |                | Brons           |
| 1932 | |                | 26e             |
| 1933 | |                | 22e             |